# محاصره فوکوریوجی
محاصره فوکوریوجی (انگلیسی: Siege of Fukuryūji) یکی از نبردهای وابسته به جنگ گنپی مابین خاندان تایرا و خاندان میناموتو بود.
سنوئو کانه‌یاسو ۱ ژانویهٔ ۱۱۲۳ – ۲۸ نوامبر ۱۱۸۳) ژنرالی در خدمت خاندان تایرا بود. وی در نبرد کوریکارا به اسارت میناموتو نو یوشیناکا درآمد اما در ولایت بیزن با کشتن مراقب خود گریخت. سپس وی توانست ۲۰۰۰ نفر را جمع‌آوری کرده و به نیروهای میناموتو نو یوشیناکا کرد. اما پس از محاصره فوکوریوجی که محاصره دژی متعلق به وی بود شکست خورد و کشته شد.